# رمزي خالد
رمزي خالد هو لاعب كرة قدم مصري يلعب في مركزي الوسط والمدافع الأيمن ، ويلعب حاليًا في صفوف نادي الاتحاد السكندري.

## روابط خارجية
- رمزي خالد على موقع قاعدة بيانات كرة القدم.إي يو (الإنجليزية)
- رمزي خالد على موقع كووورة